# 張飛 (ボクサー)
張 飛（ちょう ひ、1985年9月7日 - 2008年5月18日）は、中華人民共和国生まれ、兵庫県明石市育ちのプロボクサー。本名は張 師、日本名は竹内 幹雄。中国残留日本人孤児3世。明石ボクシングジム所属。リングネームは三国志の英雄から本名である「張」を含む張飛に由来。

## 来歴
6歳のとき残留孤児だった祖母を頼って来日。
2005年4月30日、プロデビュー。2005年、2006年と新人王戦にエントリーしたが、いずれも予選で敗退した。
2007年8月25日、大阪府立体育会館第2競技場で石橋正和（六島）に初回2分59秒KO勝ちを収め、西日本スーパーライト級新人王を獲得した。
2007年9月24日、愛知県の名古屋市公会堂で中日本・西日本スーパーライト級新人王対抗戦を丸木和也（天熊丸木）と戦い、3ジャッジともに47-48のスコアをつける0-3の判定負けを喫した。
2008年1月28日、東京都の後楽園ホールで千葉龍史（横浜光）との6回戦に3回2分13秒TKO勝利を収めて再起を果たした。
2008年5月3日、後楽園ホールで迫田大治（横田スポーツ）と対戦し、6回2分53秒TKO負けを喫した際に意識不明の重体となり病院に運ばれた。急性硬膜下血腫と診断され開頭手術を受けたが、意識が戻らないまま5月18日に死去した。22歳没。

## 獲得タイトル
- 2007年西日本スーパーライト級新人王